# Hausauftragsnummer
Die Hausauftragsnummer (HAN, selten H.A.N.) ist eine bei deutschen, im Plattendruck hergestellten Briefmarken vorkommende Ziffernfolge, die auf dem Bogenrand gedruckt wurde und identisch ist mit der von der Druckerei vorgenommenen nummerischen Erfassung der im jeweiligen Geschäftsjahr erteilten Druckaufträge. Hausauftragsnummern sind auch bei den Briefmarken-Ausgaben des Alliierten Kontrollrats für die sowjetische, amerikanische und britische Besatzungszone 1946 bis 1948 und bei Marken der Bundesdruckerei bis 1966 zu finden. Das Sammeln von Bogenrandstücken mit Hausauftragsnummern und deren Dokumentation stellt ein Spezialgebiet der Deutschland-Philatelie dar, das von zahlreichen Philatelisten gepflegt wird. Gern werden solche Stücke zur Bereicherung einer Ländersammlung herangezogen.

## HAN in der Reichsdruckerei

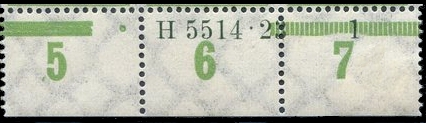
Hausauftragsnummer auf Bogenrand einer Briefmarke von 1923

In der Reichsdruckerei wurden sämtliche Druckaufträge des Reichspostamtes bzw. des Reichspostministeriums, aber auch anderer Behörden und Ämter im jeweiligen Geschäftsjahr mit einer fortlaufenden Nummer erfasst. Um die ausgeführten Druckarbeiten später den jeweiligen Aufträgen eindeutig zuordnen zu können, wurden die jeweiligen Hausauftragsnummer auf dem Rand mitgedruckt. Erstmals mit Beginn des Geschäftsjahres 1902 (1. April 1902 bis 31. März 1903) findet sich die Hausauftragsnummer der Reichsdruckerei auf Briefmarkenbögen. Sie bestand anfänglich aus drei (beginnend mit der Nummer 101) bzw. vier Ziffern. Wahrscheinlich mit Beginn des Rechnungsjahres 1904 wurde vor die jeweilige Nummer ein großes „H“ gesetzt. Zum Ende des Geschäftsjahres 1908 und dann kontinuierlich ab 1909 wurde hinter der eigentlichen Hausauftragsnummer, durch einen Punkt abgetrennt, auch noch das jeweilige Geschäftsjahr mit seinen letzten beiden Ziffern erfasst. So lautet eine HAN des Jahres 1908 beispielsweise H 5824.08. Damit war es, auch für den Sammler, nunmehr möglich, eine eindeutige Chronologie der Druckaufträge zu erstellen. Wurde die HAN anfänglich noch an unterschiedlichen Stellen auf dem Druckbogen abgedruckt, findet sie sich später zumeist unter den beiden mittleren Feldern der letzten Markenreihe (Feld 95 und 96 bei einem Bogen mit 100 Marken). 
Die Hausauftragsnummer wurde auch bei Aufträgen eingesetzt, bei denen bereits gedruckt vorliegende Markenbogen mit einem Aufdruck zu versehen waren. Markenbogen mit Aufdruck tragen daher zum Teil zwei Hausauftragsnummern. 

## HAN in der Bundesdruckerei
Mit dem bei der Reichsdruckerei üblichen Code wurde die Hausauftragsnummer bis zum 1. Quartal 1950  auch in der Bundesdruckerei verwendet. Danach wurde die HAN wie folgt geändert: Beispiel 16274.51 1, wobei 16 die Kennziffer für den Druckauftrag durch die Post, 274 die laufende Nummer des Auftrages und 51 das Jahr der Auftragserteilung widerspiegelt. Die nachgestellte 1 ist die Formnummer, eine beim Plattendruck zu findende Kennzeichnung für die verschiedenen Platten der Druckform. Ab 1953 wurde der Code von 16 auf 15 geändert. Eine weitere Veränderung gab es ab 1955: Vor die Postauftragsnummer wurde zusätzlich die Endzahl des Auftragsjahres gestellt. Eine typische HAN hatte jetzt folgendes Aussehen: 515041.55 1. Dabei steht die 5 für das Auftragsjahr (in diesem Fall 1955), 15 ist die Kennziffer des Druckauftrages durch die Post, 041 die laufende Nummer des Auftrages und 55 das Druckjahr. Die 1 gibt wiederum die Formnummer an. Durch Verwendung dieses Codes war es möglich zwischen Auftrags- und Druckjahr zu unterscheiden.
Die letzte bundesdeutsche Briefmarkenausgabe mit HAN war die 1 Pf-Ziffer-Ausgabe auf fluoreszierendem Papier, die im Jahre 1966 das letzte Mal gedruckt wurde.

## Druckvermerke bei DDR-Briefmarken
Während die Hausauftragsnummern der innerbetrieblichen Kontrolle der jeweiligen Druckerei dienten, hatten die bei DDR-Markenbogen vorkommenden Druckvermerke vorrangig die Funktion, die staatliche Rechtmäßigkeit des ausgeführten Druckauftrages zu dokumentieren. Sie enthalten den Namen der Druckerei, gegebenenfalls mit der jeweiligen Lizenznummer, Angaben über die Auflagenhöhe, das Druckdatum u. ä. Zu finden sind diese Druckvermerke auf dem unteren Markenbogenrand. Sie kommen auch auf Ganzsachen vor.